# Themus rufocapitatus
Themus rufocapitatus es una especie de coleóptero de la familia Cantharidae.

## Distribución geográfica
Habita en Fujian (China).